# Рудаков, Сергей Фёдорович
Сергей Фёдорович Рудаков (1916—1993) — лейтенант Советской Армии, участник Великой Отечественной войны, Герой Советского Союза (1945).

## Биография
Сергей Рудаков родился 5 октября 1916 года в деревне Суходоловка (ныне — Октябрьский район Курской области). После окончания средней школы работал учителем сельской школы. В 1937—1940 годах проходил службу в Рабоче-крестьянской Красной Армии. В 1941 году Рудаков повторно был призван в армию. С августа 1943 года — на фронтах Великой Отечественной войны.
К январю 1945 года гвардии младший лейтенант Сергей Рудаков командовал самоходной артиллерийской установкой «СУ-76» 298-го гвардейского самоходного артиллерийского полка 4-го гвардейского танкового корпуса 5-й гвардейской армии 1-го Украинского фронта. Отличился во время освобождения Польши. 25 января 1945 года экипаж Рудакова в составе своего полка переправился через реку Пжемша и принял активное участие в боях за захват и удержание плацдарма на её берегу. 26 января в бою Рудаков с товарищами отразил большое количество немецких контратак, продержавшись до подхода основных сил.
Указом Президиума Верховного Совета СССР от 27 июня 1945 года за «образцовое выполнение боевых заданий командования на фронте борьбы с немецкими захватчиками и проявленные при этом мужество и героизм» гвардии младший лейтенант Сергей Рудаков был удостоен высокого звания Героя Советского Союза с вручением ордена Ленина и медали «Золотая Звезда» за номером 8792.
В 1946 году в звании лейтенанта Рудаков был уволен в запас. Проживал в Курске. Окончил совпартшколу и Курский педагогический институт, после чего сначала заведовал отделом райкома КПСС, затем был учителем истории и директором ПТУ.
Скончался 13 ноября 1993 года, похоронен на Никитском кладбище Курска.
Был также награждён орденом Отечественной войны 1-й степени и рядом медалей.